# Jayson
Cet article possède un paronyme, voir Jason.
Jayson est un prénom masculin, surtout utilisé dans les pays de langue anglaise. Les Jayson sont fêtés le 12 juillet.

## Personnalités portant ce prénom
- Pour l'ensemble des articles sur les personnes portant ce prénom, consulter :
  - la liste des articles dont le titre commence par ce prénom
  - les listes produites par Wikidata : Liste des personnes de prénom « Jayson » — même liste en incluant les éventuels prénoms composés qui contiennent « Jayson ».